# Campeonato Paulista de Futebol Sub-20 de 2020
O Campeonato Paulista Sub-20 de 2020 foi a sexagésima quinta edição desta competição futebolística de categoria de base da modalidade feminina organizada pela Federação Paulista de Futebol (FPF).
Foi disputada por 24 equipes entre os dias 23 de outubro e 26 de dezembro. O Derby Paulista, por sua vez, protagonizou a decisão. Na ocasião, o Palmeiras venceu o adversário nas disputa por pênaltis e conquistou seu décimo segundo título na história da competição, o quarto de forma consecutiva.

## Formato e participantes
O torneio foi disputado por 24 participantes, cuja tabela foi divulgada pela organização em 14 de outubro de 2020. Para esse ano, o torneio foi disputado numa única divisão e teve o número de participantes e de datas reduzidos. Na primeira fase, os participantes foram divididos em seis grupos, pelos quais os integrantes disputaram jogos de turno e returno contra os adversários do próprio chaveamento. Após seis rodadas, os dois primeiros colocados de cada grupo e os quatro melhores terceiros colocados classificaram-se para as oitavas de final. A partir desta fase, o sistema de disputa mudou para partidas eliminatórias.
Os 24 participantes desta edição foram:
- Água Santa
- Audax
- Comercial
- Corinthians
- Elosport
- Flamengo-SP
- Ferroviária
- Guarani
- Inter de Bebedouro
- Juventus-SP
- Linense
- Nacional-SP
- Oeste
- Palmeiras
- Portuguesa
- Portuguesa Santista
- Santos
- São Bernardo
- São José-SP
- São Paulo
- Taubaté
- União Mogi
- VOCEM
- XV de Piracicaba

## Resultados
Os resultados das partidas da competição estão apresentados nos chaveamentos abaixo. A primeira fase foi disputada por pontos corridos, com os seguintes critérios de desempates sendo adotados em caso de igualdades: número de vitórias, saldo de gols, número de gols marcados, número de cartões vermelhos recebidos, número cartões amarelos recebidos e sorteio. Por outro lado, as fases eliminatórias consistiram de partidas de ida, as equipes vencedoras da partida do confronto estão destacadas em negrito. Conforme preestabelecido no regulamento, os vencedores das partidas definiram quem avançou à final, que foi disputada por Palmeiras e Corinthians e vencida pela primeira equipe, que se tornou campeã da edição.

### Fases finais
|  | Oitavas de final                 | Oitavas de final              |                            |      | Quartas de final | Quartas de final |  |  | Semifinais | Semifinais |  |  | Final | Final |
|  |                                  |                               |                            |      |                  |                  |  |  |            |            |  |  |       |       |
|  | Alfredo Schürig, São Paulo       |                               |                            |      |                  |                  |  |  |            |            |  |  |       |       |
|  |                                  |                               |                            |      |                  |                  |  |  |            |            |  |  |       |       |
|  | Corinthians                      | 4                             |                            |      |                  |                  |  |  |            |            |  |  |       |       |
|  | Corinthians                      | 4                             | Alfredo Schürig, São Paulo |      |                  |                  |  |  |            |            |  |  |       |       |
|  | Oeste                            | 0                             |                            |      |                  |                  |  |  |            |            |  |  |       |       |
|  | Oeste                            | 0                             | Corinthians                | 3    |                  |                  |  |  |            |            |  |  |       |       |
|  | CT do Guarani, Campinas          |                               | Corinthians                | 3    |                  |                  |  |  |            |            |  |  |       |       |
|  |                                  | Taubaté                       | 1                          |      |                  |                  |  |  |            |            |  |  |       |       |
|  | Guarani                          | Taubaté                       | 1                          | 0    |                  |                  |  |  |            |            |  |  |       |       |
|  | Guarani                          |                               | Alfredo Schürig, São Paulo | 0    |                  |                  |  |  |            |            |  |  |       |       |
|  | Taubaté                          | 1                             |                            |      |                  |                  |  |  |            |            |  |  |       |       |
|  | Taubaté                          | 1                             | Corinthians                | 3    |                  |                  |  |  |            |            |  |  |       |       |
|  | Adhemar de Barros, Araraquara    |                               | Corinthians                | 3    |                  |                  |  |  |            |            |  |  |       |       |
|  |                                  | Santos                        | 1                          |      |                  |                  |  |  |            |            |  |  |       |       |
|  | Ferroviária                      | Santos                        | 1                          | 4    |                  |                  |  |  |            |            |  |  |       |       |
|  | Ferroviária                      | Adhemar de Barros, Araraquara |                            | 4    |                  |                  |  |  |            |            |  |  |       |       |
|  | Portuguesa                       | 1                             |                            |      |                  |                  |  |  |            |            |  |  |       |       |
|  | Portuguesa                       | 1                             | Ferroviária                | 1    |                  |                  |  |  |            |            |  |  |       |       |
|  | Barão da Serra Negra, Piracicaba |                               | Ferroviária                | 1    |                  |                  |  |  |            |            |  |  |       |       |
|  |                                  | Santos                        | 2                          |      |                  |                  |  |  |            |            |  |  |       |       |
|  | XV de Piracicaba                 | Santos                        | 2                          | 2(3) |                  |                  |  |  |            |            |  |  |       |       |
|  | XV de Piracicaba                 |                               | Alfredo Schürig, São Paulo | 2(3) |                  |                  |  |  |            |            |  |  |       |       |
|  | Santos (p.)                      | 2(4)                          |                            |      |                  |                  |  |  |            |            |  |  |       |       |
|  | Santos (p.)                      | 2(4)                          | Corinthians                | 1(1) |                  |                  |  |  |            |            |  |  |       |       |
|  | José Liberatti, Osasco           |                               | Corinthians                | 1(1) |                  |                  |  |  |            |            |  |  |       |       |
|  |                                  | Palmeiras (p.)                | 1(3)                       |      |                  |                  |  |  |            |            |  |  |       |       |
|  | Audax                            | Palmeiras (p.)                | 1(3)                       | 2    |                  |                  |  |  |            |            |  |  |       |       |
|  | Audax                            | José Liberatti, Osasco        |                            | 2    |                  |                  |  |  |            |            |  |  |       |       |
|  | Linense                          | 1                             |                            |      |                  |                  |  |  |            |            |  |  |       |       |
|  | Linense                          | 1                             | Audax                      | 3    |                  |                  |  |  |            |            |  |  |       |       |
|  | Palma Travassos, Ribeirão Preto  |                               | Audax                      | 3    |                  |                  |  |  |            |            |  |  |       |       |
|  |                                  | Comercial                     | 2                          |      |                  |                  |  |  |            |            |  |  |       |       |
|  | Comercial (p.)                   | Comercial                     | 2                          | 0(5) |                  |                  |  |  |            |            |  |  |       |       |
|  | Comercial (p.)                   |                               | José Liberatti, Osasco     | 0(5) |                  |                  |  |  |            |            |  |  |       |       |
|  | São Paulo                        | 0(4)                          |                            |      |                  |                  |  |  |            |            |  |  |       |       |
|  | São Paulo                        | 0(4)                          | Audax                      | 2(2) |                  |                  |  |  |            |            |  |  |       |       |
|  | Rubro-Negro, Itatiba             |                               | Audax                      | 2(2) |                  |                  |  |  |            |            |  |  |       |       |
|  |                                  | Palmeiras (p.)                | 2(4)                       |      |                  |                  |  |  |            |            |  |  |       |       |
|  | São Bernardo                     | Palmeiras (p.)                | 2(4)                       | 1    |                  |                  |  |  |            |            |  |  |       |       |
|  | São Bernardo                     | Rubro-Negro, Itatiba          |                            | 1    |                  |                  |  |  |            |            |  |  |       |       |
|  | Flamengo-SP                      | 0                             |                            |      |                  |                  |  |  |            |            |  |  |       |       |
|  | Flamengo-SP                      | 0                             | São Bernardo               | 1(4) |                  |                  |  |  |            |            |  |  |       |       |
|  | Ulrico Mursa, Santos             |                               | São Bernardo               | 1(4) |                  |                  |  |  |            |            |  |  |       |       |
|  |                                  | Palmeiras (p.)                | 1(5)                       |      |                  |                  |  |  |            |            |  |  |       |       |
|  | Portuguesa Santista              | Palmeiras (p.)                | 1(5)                       | 1    |                  |                  |  |  |            |            |  |  |       |       |
|  | Portuguesa Santista              |                               |                            | 1    |                  |                  |  |  |            |            |  |  |       |       |
|  | Palmeiras                        | 3                             |                            |      |                  |                  |  |  |            |            |  |  |       |       |
|  | Palmeiras                        | 3                             |                            |      |                  |                  |  |  |            |            |  |  |       |       |